# Bốn nguyên tắc cơ bản
Bốn nguyên tắc cơ bản (tiếng Trung: 四项基本原则 Tứ hạng cơ bản nguyên tắc) do Đặng Tiểu Bình đề xuất năm 1979, bốn vấn đề này không được phép tranh luận tại Cộng hòa Nhân dân Trung Hoa. Ngày 30 tháng 3 năm 1979 tại Vụ Công tác Lý luận Đảng Cộng sản Trung Quốc, Đặng Tiểu Bình đã trình bày đề xuất này và được Ủy ban Trung ương Đảng đồng ý:
1. Tất tu kiên trì xã hội chủ nghĩa đạo lộ (duy trì con đường chủ nghĩa xã hội)
2. Tất tu kiên trì nhân dân dân chủ chuyên chính (duy trì chuyên chính dân chủ nhân dân)
3. Tất tu kiên trì Trung Quốc Cộng sản Đảng đích lãnh đạo (duy trì sự lãnh đạo của Đảng Cộng sản Trung Quốc)
4. Tất tu kiên trì Mã Khắc Tư - Liệt Ninh chủ nghĩa, Mao Trạch Đông tư tưởng (duy trì chủ nghĩa Mác-Lênin và tư tưởng Mao Trạch Đông)

Tháng 10 năm 1987, đại hội Đại biểu Nhân dân Toàn quốc Đảng Cộng sản lần thứ 13 đưa "Bốn nguyên tắc cơ bản" vào dòng "Đảng tại xã hội chủ nghĩa sơ cấp gian đoạn đích cơ bản lộ tuyến" (con đường cơ bản của Đảng trong giai đoạn đầu xã hội chủ nghĩa).